# Adolf Malinowski
Adolf Malinowski (ur. 29 grudnia 1891 w Valka, zm. 12 października 1962 w Gdańsku) – polski lekarz psychiatra, podpułkownik lekarz Wojska Polskiego.

## Życiorys
Syn stolarza Marcina Malinowskiego i Adeli z domu Zakrzewskiej. W Petersburgu uczęszczał do szkoły przy kościele św. Stanisława, następnie do progimnazjum św. Katarzyny i Państwowego Gimnazjum nr VI, które ukończył w 1910 roku ze Złotym Medalem. W 1914 roku, po ukończeniu Wojskowej Akademii Medycznej w Petersburgu, otrzymał dyplom lekarski i został lekarzem wojskowym. Podczas I wojny światowej służył w Armii Imperium Rosyjskiego jako lekarz pułkowy. W 1917 służył w I Korpusie Polskim w Bobrujsku w stopniu kapitana, od 1918 pracował w Polskim Czerwonym Krzyżu. W 1920 został ordynatorem Szpitala Wojskowego w Poznaniu, następnie ordynatorem Szpitala Wojskowego w Grodnie, gdzie pełnił również funkcję referenta higieny w Szefostwie Sanitarnym II Armii w Grodnie. W 1922 roku został zweryfikowany w Wojsku Polskim w stopniu kapitana ze starszeństwem z 1 czerwca 1919 roku i 616. lokatą w korpusie oficerów sanitarnych rezerwy. Jako oficer rezerwy został zatrzymany w służbie czynnej. Praktykował w 3. Szpitalu Okręgowym w Wilnie, a później w Szpitalu Obszaru Warownego „Wilno” i w Klinice Psychiatrii Uniwersytetu Wileńskiego, jako asystent (1932–1934). Jednocześnie pozostawał oficerem nadetatowym 3 Batalionu Sanitarnego. 3 maja 1926 roku awansował na majora ze starszeństwem z 1 lipca 1925 roku i 1. lokatą w korpusie oficerów sanitarnych, grupa lekarzy. 12 marca 1933 roku awansował na podpułkownika ze starszeństwem z 1 stycznia 1933 roku i 7. lokatą w korpusie oficerów sanitarnych, grupa lekarzy. W 1934 roku został przeniesiony do Centrum Wyszkolenia Sanitarnego w Warszawie i wyznaczony na stanowisko kierownika naukowego Oddziału Psychiatrycznego Szpitala Szkolnego. 
Od roku 1947 do przejścia na emeryturę piastował funkcję adiunkta Kliniki Psychiatrii w Gdańsku. Jest autorem wielu prac naukowych, m.in. Podstawowych zagadnień w orzecznictwie sądowo-psychiatrycznym (1959).
Od 1926 był żonaty z Wacławą z Tyszkiewiczów, z którą miał syna Adolfa Władysława.
Zmarł w Gdańsku. Pochowany został na cmentarzu w Sopocie.

## Ordery i odznaczenia
- Złoty Krzyż Zasługi (dwukrotnie: 19 marca 1937[2][3], 1947[4])